# 틴에이지 엔지니어링
틴에이지 엔지니어링(Teenage Engineering)은 아크네 스튜디오라는 광고 회사를 공동 창업했던 아트 디렉터 제스퍼 쿠토트드(Jesper Kouthoofd) 등이 2007년에 설립한 스웨덴의 음향 기기 제조 회사이다. 스톡홀름에 위치하고 있으며, 2010년 첫 번째 포터블 신시사이저 OP-1을 출시하면서 브랜드를 알리게 된다.

## 주요 제품
- OP-1: 틴에이지 엔지니어링의 첫번째 제품. 시퀀서, 샘플러, 신시사이저 기능이 있는 휴대용 신시사이저. 감각적이고 미니멀한 디자인과 작은 액정에서 볼 수 있는 직관적인 그래픽으로 많은 인기를 끌었다.[1]
- OP-Z: OP-1의 후속작이다. 액정과 건반이 빠졌다. 블루투스 기능이 들어가 아이폰이나 아이패드와 연결해서 사용할 수 있다.[1]
- OD-11: 2013년에 출시된 제품으로 스웨덴의 사운드 엔지니어 스티그 칼슨(Stig Carlsson)이 1974년에 디자인했던 스피커 '칼슨 큐브(Carlsson cube)'를 현대의 기술로 재해석한 것이다. 미니멀한 디자인은 유지하고, 새로운 기술을 추가하여 사용자 편의를 더했다는 평가를 받았다.[1]
- OB-4: 2020년에 출시된 제품으로 정체는 라디오이다. 4인치 베이스 드라이버 2개, 트위터 2개로 100 데시벨 가량의 소리를 낸다. 특징이라고 하면 2시간 동안 재생된 음악을 기록한다. 기록된 소리를 리와인드 할 수 있으며, 루프나 일종의 스크래칭도 가능하다.[2]

## 타 기업과의 협업
- 2017년 중국의 바이두와 AI 스피커 레이븐 시리즈를 발매한 바 있다. 틴에이지엔지니어링은 바이두, 레이븐테크와 함께 공동으로 설계에 참여했다.[3]
- 2019년 이케아와 협업하여 '프레크벤스(Frekvens)' 콜렉션을 출시했다. 음향 기기와 파티 조명 기능이 있는 제품이다.[4]